# 1926 год в кино

## Фильмы

### Мировое кино
- «Воробушки»/Sparrows, США (реж. Уильям Бодин)
- «Капкан на мужчину»/Mantrap, США (реж. Виктор Флеминг)
- «Менильмонтан»/Ménilmontant, Франция (реж. Димитрий Кирсанов)
- «Нана»/Nana, Франция (реж. Жан Ренуар)
- «Пражский студент»/Der Student von Prag, Германия (реж. Хенрик Галеен)
- «Сын шейха»/The Son of the Sheik, США (реж. Джордж Фицморис)
- «Фауст»/Faust — Eine deutsche Volkssage, Германия (реж. Фридрих Вильгельм Мурнау)

### Советское кино

#### Фильмы ЗСФСР

##### Азербайджанская ССР
- На разных берегах (реж. Александр Литвинов).

#### Фильмы БССР
- Лесная быль (р/п. Юрий Тарич).
- Проститутка (р/п. Олег Фрелих).

#### Фильмы РСФСР
- «Два дыма», (реж. Олег Фрелих)
- «Декабристы», (реж. Александр Ивановский)
- «Мать», (реж. Всеволод Пудовкин)
- «Тарас Шевченко», (реж. Пётр Чардынин)

#### Фильмы УССР
- Спартак (р/п. Эртугрул Мухсин-Бей).

## Персоналии

### Родились
- 21 января — Стив Ривз, американский актёр и культурист.
- 15 февраля — Франко Фабрици, итальянский актёр театра и кино.
- 6 марта — Анджей Вайда, польский режиссёр театра и кино.
- 11 марта
  - Георгий Юматов, советский киноактёр, народный артист РСФСР.
  - Евгений Шутов, советский актёр театра и кино, народный артист РСФСР.
- 23 марта — Арчил Гомиашвили, советский киноактёр, народный артист Грузинской ССР.
- 10 мая — Кирилл Рапопорт, киносценарист и драматург, заслуженный деятель искусств РСФСР.
- 24 мая — Юрий Пузырёв, советский актёр театра и кино, заслуженный артист РСФСР.
- 1 июня — Мэрилин Монро, американская киноактриса, певица, секс-символ.
- 16 июня — Томислав Пинтер, хорватский кинооператор.
- 14 июля — Гарри Дин Стэнтон, американский киноактёр.
- 2 сентября — Евгений Леонов, советский актёр театра и кино, народный артист СССР.
- 13 октября — Мартин Тяпак, словацкий кинорежиссёр, сценарист, хореограф, актёр театра и кино.
- 22 октября — Спартак Мишулин, советский актёр театра и кино, народный артист РСФСР.
- 27 октября — Тауфик Салах, египетский кинорежиссёр, сценарист и актёр.
- 3 ноября — Юлиан Миху, румынский кинорежиссёр и сценарист.
- 30 ноября — Ричард Кренна, американский кино-, теле- и радио-актёр.

### Скончались
- 23 августа — Рудольф Валентино (Rudolph Valentino), знаменитый американский киноактёр итальянского происхождения, одна из величайших звёзд и общепризнанный секс-символ эпохи немого кино (родился 1895).